# Campoformido
Campoformido (friuli nyelven Cjampfuarmit) település Olaszországban, Friuli-Venezia Giulia régióban, Udine megyében. Lakosainak száma 7862 fő (2023. január 1.). Campoformido Basiliano, Pasian di Prato, Pozzuolo del Friuli és Udine községekkel határos.

## Népesség
A település népességének változása:
| Lakosok száma | 7897 | 7891 | 7862 |
|               | 2017 | 2018 | 2023 |